# Rafał Romanowski

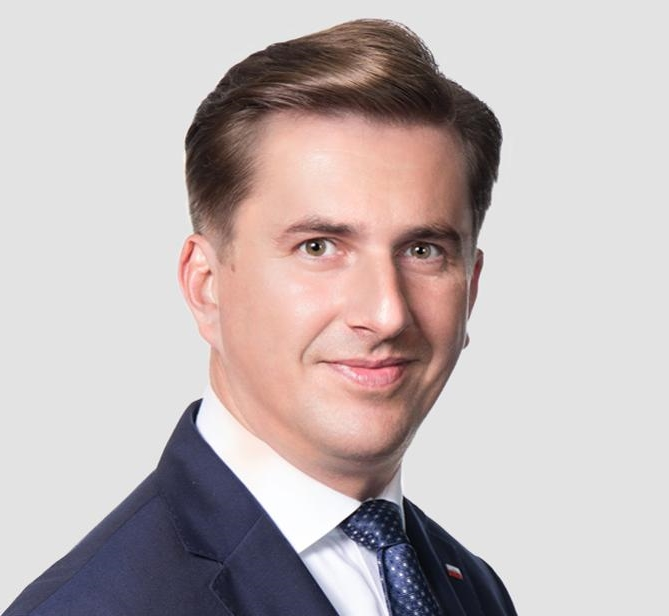
Rafał Romanowski (2021)

Rafał Romanowski (* 15. Februar 1978 in Ciechanów) ist ein polnischer Politiker (PiS), Journalist und Politologe. Er war von 2022 bis 2023 und ist erneut seit 2024 Mitglied des Sejm in der IX. und X. Wahlperiode. 2023/24 gehörte er dem Europaparlament an. Zudem war er zwischen 2007 und 2023 mehrfach Unterstaatssekretär im polnischen Landwirtschaftsministerium.

## Leben und Beruf
Romanowski studierte Journalistik und Öffentlichkeitsarbeit an der Humanistischen Aleksander-Gieysztor-Akademie in Pułtusk. Außerdem erwarb er einen MBA in Verwaltung an der Menedżerska Akademia Nauk Stosowanych in Warschau. 2022 wurde er an der Wojskowa Akademia Techniczna im. Jarosława Dąbrowskiego mit einer sozialwissenschaftlichen Arbeit promoviert. Er arbeitete für einen lokalen Fernsehsender in Ciechanów und das Telekommunikationsunternehmen Polkomtel. 2006 war er Mitarbeiter des damaligen Staatssekretärs Henryk Kowalczyk. Ab 2009 war er in der Wirtschaftskanzlei „Nowe Jankowice“ und als Vizepräsident der Unternehmensgruppe „Koń zimnokrwisty“ tätig. Von 2009 bis 2017 war er Vizepräsident des Verbandes der Kaltblutzüchter.

## Politik
Rafał Romanowski war von 2007, von 2015 bis 2020 und von 2021 bis 2022 Unterstaatssekretär im Ministerium für Landwirtschaft und ländliche Entwicklung und von 2022 bis 2023 Staatssekretär in demselben Ministerium.
Bei der Parlamentswahl 2007 kandidierte er erfolglos für die Prawo i Sprawiedliwość (PiS) zum Sejm. Bei den Selbstverwaltungswahlen 2018 wurde er für die PiS in den Sejmik der Woiwodschaft Masowien gewählt. 2019 scheiterte er sowohl bei der Europawahl, als auch bei der Sejmwahl. 2022 rückte er für Łukasz Szumowski in den Sejm nach. Bei der Parlamentswahl 2023 bewarb er sich erneut erfolglos um ein Parlamentsmandat, rückte aber im November 2023 für Zbigniew Kuźmiuk in das Europaparlament nach. Im Europaparlament gehörte er der Fraktion Europäische Konservative und Reformer an. Bei der Europawahl 2024 verzichtete er auf eine erneute Kandidatur. Im Juli 2024 rückte er für Jacek Ozdoba erneut in den Sejm nach.